# Astyanax aeneus
Astyanax aeneus es una especie de pez de la familia Characidae en el orden de los Characiformes.

## Morfología
Los machos pueden llegar alcanzar los 7,5 cm de longitud total y las hembras 12.

## Alimentación
Come  algas, semillas,  hojas, insectos acuáticos y terrestres, y alevines.

## Hábitat
Vive en zonas de clima tropical entre 20 °C-37 °C.

## Distribución geográfica
Se encuentran en México y Centroamérica.